# Cir Abu Chuši
Cir Abu Chuši (hebrejsky: ציר אבא חושי) je část města Haifa v Izraeli. Tvoří podčást 9. městské čtvrti Ramot ha-Karmel.
Jde o územní jednotku vytvořenou pro administrativní, demografické a statistické účely. Zahrnuje jižní část čtvrti Ramot ha-Karmel, ležící na sídelních terasách v pohoří Karmel, oddělených četnými zalesněnými údolími, jimiž protékají sezónní toky (vádí). Nacházejí se tu obytné okrsky Ramat Golda, Ramat Almogi, Savijonej ha-Karmel a Hod ha-Karmel. Nachází se tu také komplex Haifské univerzity.
Populace je židovská, bez arabského prvku. Rozkládá se na ploše 5,22 kilometru čtverečního. V roce 2008 zde žilo 11 090 lidí, z toho 10 830 židů.